# 広見村 (熊本県)
広見村（ひろみむら）は、熊本県の北部、鹿本郡にかつてあった村。

## 歴史
- 1889年（明治22年）4月1日 - 町村制施行に伴い、山鹿郡芋生村、四町村が合併し、広見村が発足。
- 1896年（明治29年）4月1日- 山鹿郡と山本郡が合併して鹿本郡となる。
- 1954年（昭和29年）4月1日 - 鹿本郡岳間村、岩野村と合併して鹿北村となり消滅。